# Soldadura TIG

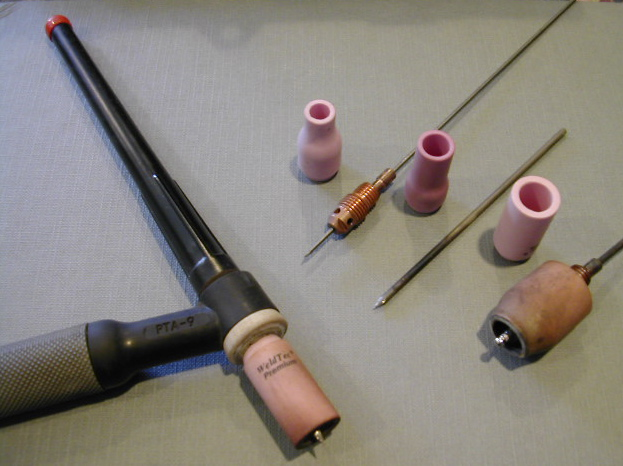
Elements de la torxa de la soldadura TIG

Esquema de la soldadura TIG.

La soldadura TIG (Tungsten Inert Gas) permet soldar diferents objectes metàl·lics, es caracteritza per l'ús d'un elèctrode permanent de tungstè aliat de vegades amb tori o zirconi en percentatges normalment no superiors al 2%. A la punta d'aquest elèctrode, en aproximar-se a pocs mil·límetres de l'objecte a soldar, s'inicia un arc elèctric que, degut al pas d'un elevat amperatge, produeix la fusió dels elements a ser soldats. En els soldadors moderns, un sistema electrònic regula el pas de l'electricitat, per tal que la fusió quedi controlada en tot moment. El lloc on es produeix la fusió necessita estar en una atmosfera especial, lliure d'oxigen i nitrógen, per la qualcosa cal aplicar-hi gas inert. Donada l'elevada resistència a la fusió del tungstè (fon a 3.422 °C) aquest elèctrode no es fon i, per tant, no s'incorpora a la soldadura. Tot i això, la punta de l'elèctrode es desgasta després d'un ús prolongat. Els gasos més utilitzats per a la protecció de l'arc en aquesta soldadura són l'argó i l'heli, o barreges d'ambdós
Una altra característica d'aquest procés de soldadura és que podem escollir entre aportar un element extern, metàl·lic que normalment té forma de barreta, o bé soldar sense necessitat d'aportar material, utilitzant únicament el metall base.
Aquesta soldadura està situada entre les tècniques de soldadura difícils d'aprendre.

## Història
Encara que no s'ha pogut determinar amb exactitud on es va crear, es té la certesa de que aquesta soldadura, juntament amb la MIG/MAG, van ser desenvolupades cap al 1930 en resposta a les demandes de producció d'armes, sobretot per a la industria aeronàutica, atès que aquesta soldadura ofereix unions fortes i netes.
Es té constància que els primers en soldar amb arc electric i amb un electròde no consumible van ser Hobart i Devers, els quals van comprar la patent el 1930, encara que no va poder ser comercialitzat fins més tard a causa de l'alt preu del gas que es necessita. Anys després, el 1941, Russel Meredith i V. H. Pavelencka van crear la primera pinça capaç de subjectar l'electrode de tungstè i protegir-lo amb el gas inert.
Aquest mateix any, el 1941, es va passar de fer servir heli com a gas inert a fer servir argó a causa del seu baix cost.

## Avantatges i inconvenients
El gran avantatge d'aquest mètode de soldadura és, bàsicament, l'obtenció de cordons més resistents, més dúctils i menys sensibles a la corrosió que a la resta de procediments, ja que el gas protector impedeix el contacte entre l'oxigen de l'atmosfera i el bany de fusió. A més té el gran avantatge de soldar espessors prims. Aquest gas simplifica notablement el soldat de metalls ferrosos i no ferrosos, per no requerir l'ús de desoxidant, amb les deformacions o inclusions d'escòria que poden implicar. Un altre avantatge de la soldadura per arc en atmosfera inert és que permet obtenir soldadures netes i uniformes. El calor de l'arc és més concentrat, així que hi ha menys difusió de la calor i és mes fàcil soldar metalls amb alta conductivitat tèrmica i aleacions. Treballes amb una àrea clarament visible. Permet soldar metalls homogènia i heterogeniament, o sigui dos o més metalls iguals o diferents. A causa de l'escassetat de fums i projeccions, la mobilitat del gas que envolta l'arc transparent permet al soldador veure clarament en tot moment el que està fent, cosa que repercuteix favorablement en la qualitat de la soldadura. El cordó obtingut és per tant d'un bon acabat superficial, que pot millorar-se amb senzilles operacions d'acabat, el que incideix favorablement en els costos de producció. A més, la deformació que es produeix als voltants del cordó de soldadura és menor. No genera guspires ni escòria en el moment de soldar. La soldadura utilitza electrodes no consumibles, fent que puguis treballar de forma continua amb un acabat impecable, a més a més que no és necessari tenir tants electrodes de recanvi. És molt versatil ja que poden treballar tant amb metall d'aportació i sense metall d'aportació. Al contrari que altres soldadures, pots soldar elements no ferrosos com alumini, coure i magnesi. Tens la capacitat d'escollir si treballar amb corrent continu o amb corrent altern.
Un dels grans inconvenients de la soldadura TIG és que no pot set utilitzada al exterior, ja que l'aire de l'ambient s'enduria el gas inert i no es crearia la barrera protectora anti corrosió. La necessitat de proporcionar un flux continu de gas, amb la subsegüent instal·lació de canonades, ampolles, etc., i l'encariment que suposa. Encara que l'electròde no es consumible, s'ha d'anar esmolant per a que l'arc electric surti recte i no es desvii fins a la base de metall. A més, aquest mètode de soldadura requereix una mà d'obra molt especialitzada ja que es una soldadura generalment més complexa, fet que també augmenta els costos. Comparada amb les altres soldadures és una soldadura lenta, encara que la soldadura final és millor comparada amb les altres, el temps consumit amb auest metode es elevat a causa de la necessitat de mantenir una distancia adecuada entre electrode i base i un control i precisió elevat. El temps de refredament és molt més baix que les de altres soldadures i, encara que paregui ser un avantatge, és un inconvenient ja que afecta la contracció del metall el que fa que es pugui doblegar la peça. L'electrode d'aquesta soldadura no té recobriment com el que tindria la d'electrode revestit, amb ausència de cortina de fum creada pel recobriment de l'electrode, fa que l'espectre de llum no es difumini i sigui més incòmode per als ulls. per tant la soldadura TIG exposa al treballador a una major intensitat de llum, similar a una cremada solar que pot causar un greu dany als ulls.
Per tant, no és un dels mètodes més utilitzats, sinó que es reserva per a unions amb necessitats especials d'acabat superficial i precisió.
De tota manera, avui en dia s'està generalitzant l'ús de la soldadura TIG, sobretot en acers inoxidables i especials, ja que tot i el major cost d'aquesta soldadura, l'acabat obtingut és molt bo i té bon estil.

## Metalls que es poden soldar
- Acer al carboni
- Acer inoxidable
- Metall fos
- Alumini (amb corrent altern)
- Titani
- Magnesi (amb corrent altern)
- Cobre
- Niquel
- Plom
- Plata
- Or
- Diferents metalls entre si

## L'equip
L'equip per al sistema de soldadura TIG consta bàsicament de:
- Generador de corrent (transformadors i rectificadors de corrent): De corrent alterna o continua segons la necessitat i el material que es vol soldar, o un amb les dos opcions
- Els EPI necessaris[5][6]
- Unitat d'alta freqüència: Unitat de soldadura TIG
- Torxa: Assegura l'electró de tungstè que condueix el corrent, el que està envoltat per una tovera ceràmica. Normalment es refrigera per aire. Per intensitats de corrent superiors a 200A s'utilitza refrigeració per aigua, per evitar l'escalfament del mànec. Aquesta torxa esta formada per diferents parts:
  - Tovera ceramica: fa fluir concèntricament el gas protector
  - Difusor de gas: Expulsa el gas al exterior
  - Pinça de subjecció del electrode: Pinça que subjecta l'electrode de tungstè
  - Capçal de la torxa: Peça que subjecta i uneix totes les anteriors.
- Manguera: Manguera que condueix el gas fins al difusor.

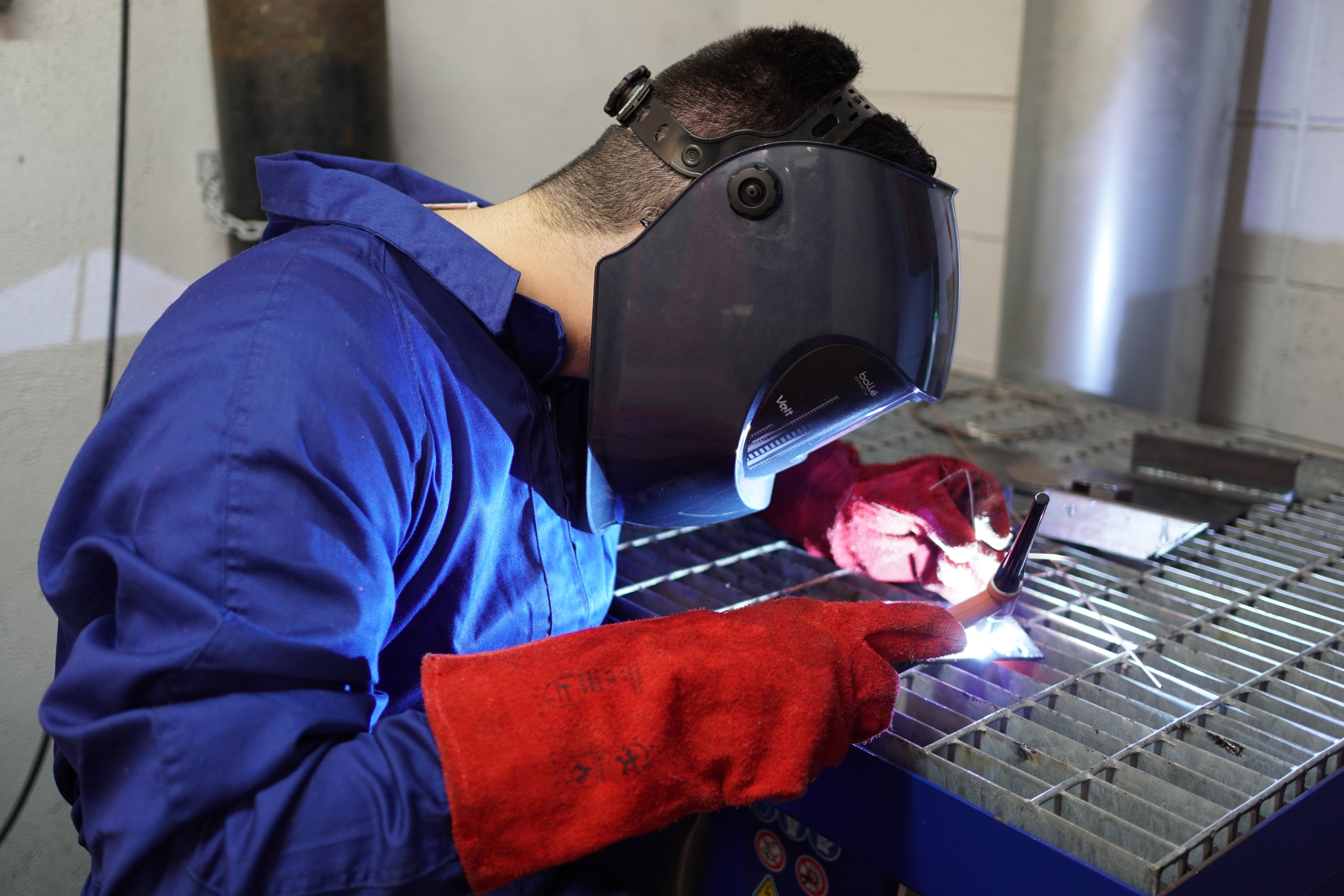
Persona soldant amb TIG, amb els EPI adequats

- Cables: Cables que condueixen l'electricitat fins a l'electrode.Persona soldant amb TIG, amb els EPI adequatsSubministrament de gas de protecció: No serveix qualsevol tipus de gas, normalment s'utilitza argo o heli, ja que són gasos que no reaccionen ni actuen amb el metall, per tant no participen amb la soldadura
- Electrode de tungstè: Element basic per realitzar la soldadura.
- Regulador de pressió i caudal: Necessari per regular la pressió i la quantitat de gas que expulsarà el difusor i poder ajustar-ho
- Subministrament d'aigua per a refrigerar (opcional): Si treballes amb molts ampers és necessari un refrigerant per evitar el sobreescalfament

## Passos per soldar amb TIG
1. Netejar bé la peça que es vol soldar: S'ha de treure tota la brutícia que podem trobar sobre la peça com seria l'òxid, greixos, refrigerants... Tots aquests elements podrien afectar negativament en la soldadura resultant
2. Introduir l'electrode a la torxa: Introduir la vara de tungstè a la torxa, un consell és que aquesta ha d' estar ben esmolada[7] per conduir uniformement l'electricitat.
3. Preparar i subjectar bé les peçes tal com es volen unir: No podem subjectar la peça amb les mans, l'hem d'assegurar bé al lloc on estem soldant.
4. Endollar o activar la soldadora: connectar la soldadora a la font d'energia utilitzada.
5. Obrir el gas: obrir el pas del gas i regular-lo tal com es desitja.
6. Puntejar per subjectar bé les peçes: Fer punts amb la soldadora per a que les peçes estiguen unides en el moment que es farà el cordó.
7. Fer els cordons per a unit bé les peçes: Realitzar els cordons per soldar la peça.
8. Tancar el gas i apagar la soldadora: En acabar, tanca el gas, un malbaratament de gas és una gran perdua de diners al llarg del temps.
9. Deixar refredar: Deixa refredar bé la peça, assegurat que és freda abans de tocar-la. Les aparençes enganyen.

## Tecnologia LENS
La tecnologia LENS consta d'un difusor i una tovera ceràmica dissenyada especialment per a conduir òptimament el gas de protecció, cap a la superfície a soldar, amb aquesta orientació més òptima, el gas pot penetrar millor en la superfície d'aplicació, amb el sistema convencional es creen petites turbulències que fan que el gas no arribi del tot a la zona a soldar, alguns fabricants col·loquen un filtre de partícules, perquè no hi hagi impureses en el gas, obtenint així més rendiment del gas de protecció.
Tant el difusor com la tovera són compatibles amb qualsevol màquina de soldar TIG, i les nomenclatures són les mateixes que les convencionals.

## Nomenclatura
En la tovera ceràmica hi han gravades les lletres GR de (Gas Reduction) u un número que és la mida de la tovera, hi ha la falsa creença que pertany al diàmetre de l'obertura d'aquesta en el sistema mètric (mil·límetres), però la veritat és que pertany a la mida en el sistema imperial per tant està calculat en base 1/16, per tant un GR 6 pertany a una reducció de gas de 5/16 de polzada.
Si volem saber el diàmetre de la tovera haurem de multiplicar el número GR per 1,6 mm, per tant un GR 6 fa 9,6 mm aproximadament.

## Normes UNE[8]
A Espanya abunden la norma UNE en ISO 4063:2009 y corresonent a la Norma Internacional ISO 4063:2009 per a definir i emmarcar tots els aspectes relatius a aquesta soldadura. Esta norma va ser definida el maig de 2010 amb el títol de "soldeig i tecniques conexas", nomenclatura de processos i números de referència.
Per altra banda, el sistema americà defineix la soldadura baix la fórmula Gas Tungsten Arc Welding (GTAW) i així estableix el perimetre de regulació segons la denominació ANSI/AWS A3.0.